# جيولوجيا القمر

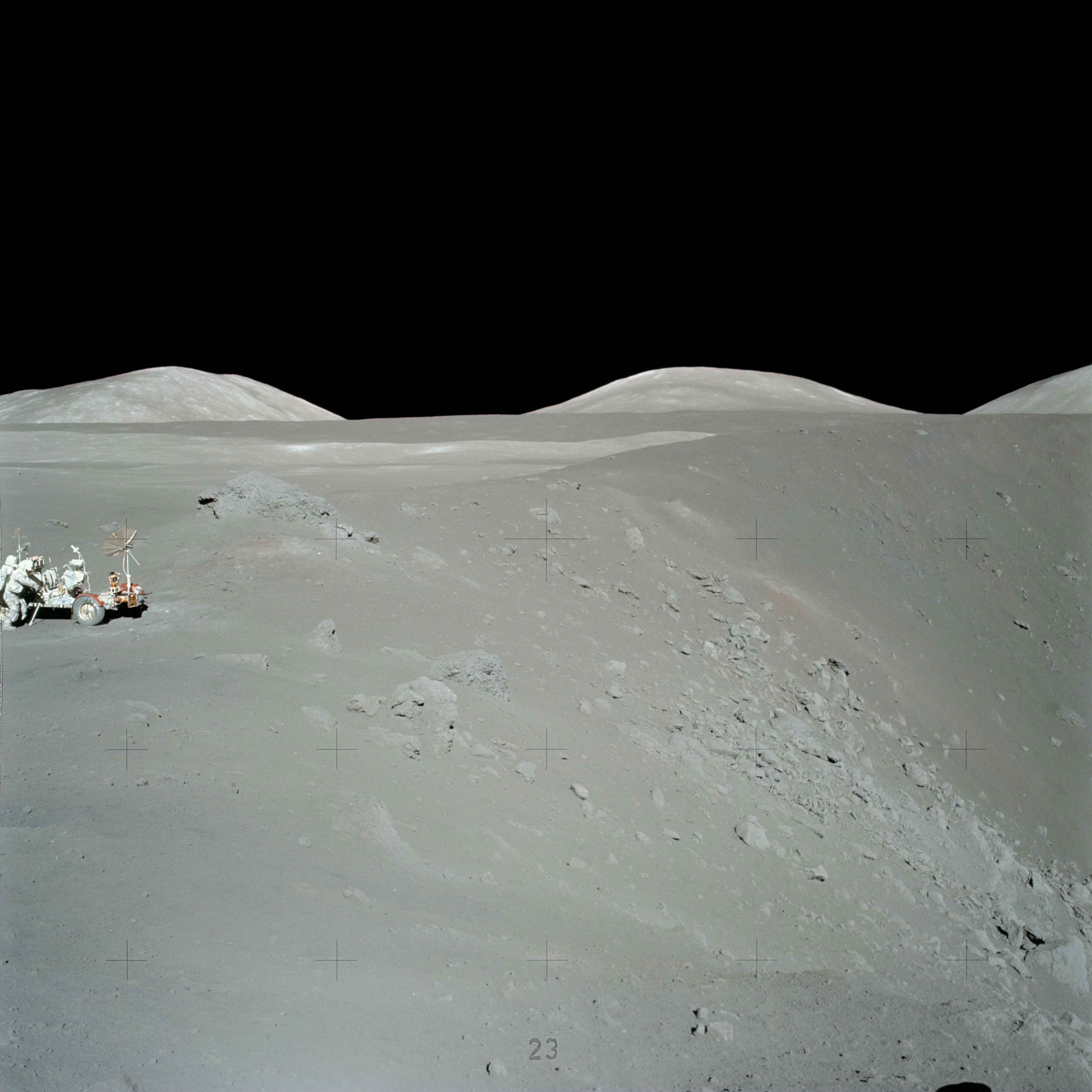
استكشاف فوهة خلال مهمة أبولو 17 إلى القمر. كانت هذه مهمة أبولو الوحيدة التي يُشارك فيها جيولوجي (هاريسون شميت).

جيولوجيا القمر (وتسمّى أحياناً السيلينولوجيا، بالرغم من أن هذا المصطلح يُمكن أن يُشير بشكل عام أكثر إلى «العلم القمري») مختلفة كثيراً عن جيولوجيا الأرض. يَفتقر القمر إلى وُجود غلاف جوي هام أو أي مسطح مائي، وهذا يَحول دون التعرية نتيجة لعدم وجود الطقس من الأساس، وهو أيضاً لا يَملك أيّ شكلٍ من الصفائح التكتونية ويَملك جاذبية ضئيلة (تُعادل سدس جاذبية الأرض)، وبسبب حجمه الضئيل فإنه يَبرد بسرعة أكبر من الأرض. تكوّنت جيومورفولوجية السطح القمري المعقدة باتحاد من عوامل عدّة، منها الفوهات الصدمية والبراكين. والقمر هو جسم متمايز، حيث أنه يتألف من نواة ودثار وقشرة.
الدراسات الجيولوجيّة للقمر مبنيّة على كلّ من أرصاد المراقب الأرضية وقياسات المراكب المدارية والعيّنات القمرية والمعلومات الجيوفيزيائية. لكن العيّنات أخذت بشكل مباشر من مواقع قليلة فقط خلال رحلات أبولو في أواخر الستينيات وأوائل السبعينيات، والتي أعادت 385 كغم تقريباً من التربة والصخور القمرية إلى الأرض، كما فعلت رحلات عديدة من برنامج لونا السوفييتي. والقمر هو الجسم الخارج الأرضي الوحيد الذي نمتلك منه عينات ذات بيئة جيولوجية معروفة. تم التعرّف على حفنة فقط من النيازك القمرية على الأرض، بالرغم من أن مصادرها من الفوهات على القمر غير معروفة. وحتى الآن لم يُستكشف بعد جزءٌ ضخمٌ من السطح القمري وما زال هناك عددٌ من الأسئلة الجيولوجية بلا إجابات.

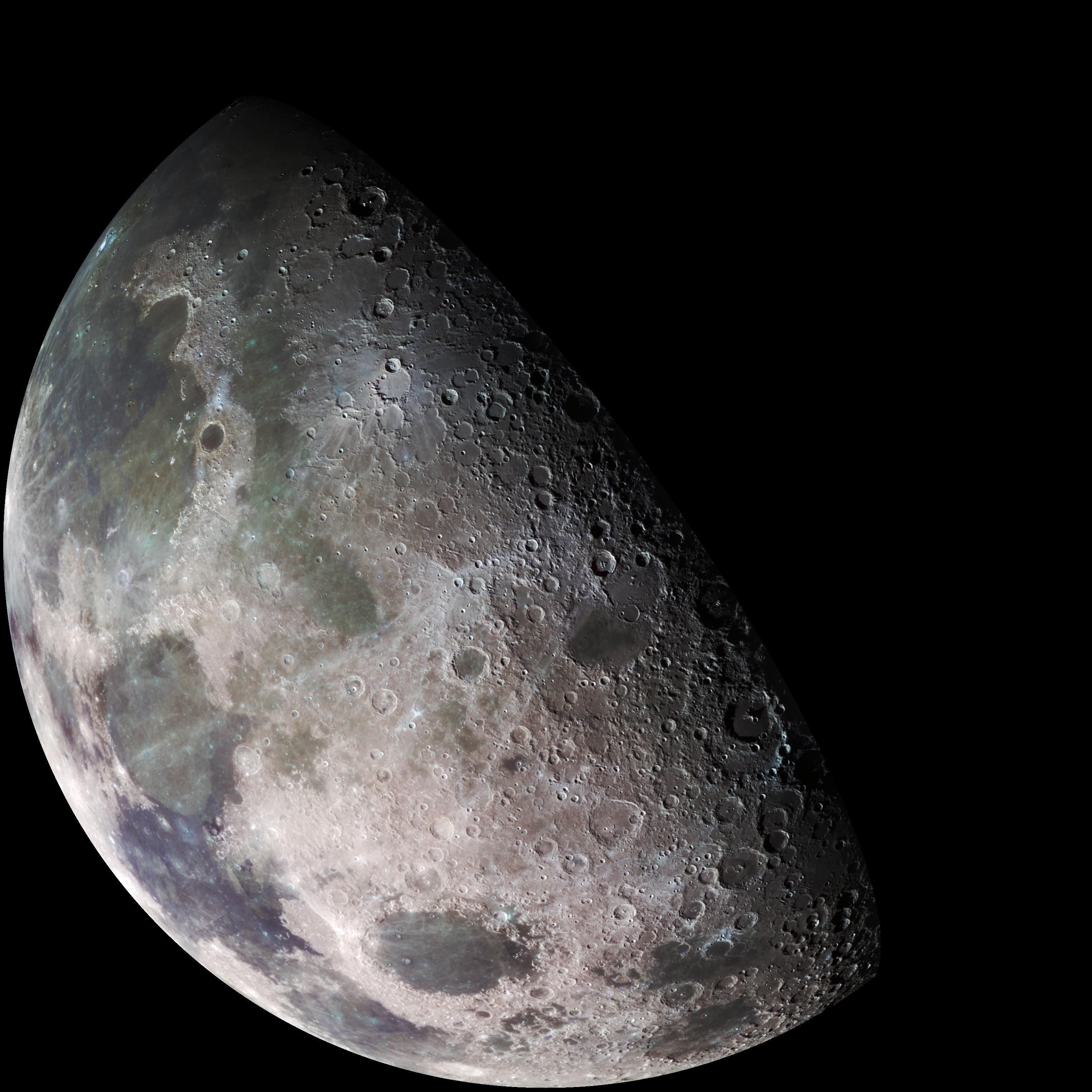
صورة للقمر.

## التركيب العنصري
العناصر المعروف أنها توجد في السطح القمري تتضمّن (إضافة إلى عناصر أخرى) الأوكسجين – السيليكون – الحديد – المغنيسيوم – الكالسيوم – الألمنيوم – المنغنيز – التيتانيوم. ومن ضمن العناصر الأكثر وفرة الأوكسجين والحديد والسيليكون، وتُقدر نسبة الأوكسجين بـ45%. ويَبدو أن كلاً من الكربون والنيتروجين موجودان بكميّات ضئيلة للغاية من ترسّب الرياح الشمسية.
معلومات المطيافية النيوترونية من المنقب القمري تشير إلى وجود الهيدروجين مركزاً في القطبين.

## التكون
لمدة طويلة، كان السؤال الأساسي الذي يَحظى بالاهتمام حول تاريخ القمر هو كيفية تكونه. كانت الفرضيّات المبكرة تتضمّن الانفصال والأسر والازدياد العادي. لكن اليوم، أكثر النظريات قبولاً بين العلماء هي فرضية الاصطدام العملاق.

### فرضية الانفصال
كان جورج دارون (ابن البيولوجي الشهير تشارلز دارون) هو من اقترح فكرة أن كتلة ما قد انفصلت من الأرض البدائية (التي كانت تدور بسرعة متزايدة) نتيجة لقوة الطرد المركزي مكوّنة القمر. وكان من المفترض عادةً آنذاك أن المحيط الهادئ يُمثل الندب المتخلف عن هذا الحدث. بالرغم من هذا، فمن المعروف اليوم أن القشرة المحيطية التي تصنع هذا الحوض المحيطي حديثة نسبياً، حيث يَبلغ عمرها حوالي 200 مليون عام أو أقل، في حين أن القمر أقدم من ذلك بكثير. كما أن هذه الفرضية لا تتوافق مع الزخم الزاوي لنظام الأرض-القمر.

### الأسر القمري او فرضيه التراكم
تُقر هذه الفرضية بأن المجال الجذبي للأرض قام بأسر القمر في مدار حولها بعد أن تكوّن تماماً. وهذا ليس مرجحاً بما أن التقابل القريب مع الأرض سيَنتج عنه إما اصطدام أو تغيّر في مسار مدار القمر، لذا فإن كان هذا قد حدث بالفعل، فربما لم يَعد القمر أبداً بعد ذلك لكي يتقابل مع الأرض. لكي تكون هذه الفرضية صحيحة، فلا بُد أنه كان هناك غلاف جوي كبير وممتدّ حول الأرض الأوليّة، والذي كان ليَكون قادراً على إبطاء حركة القمر قبل أن يَتمكّن من الهروب. تُعتبر هذه الفرضية قادرةً على تفسير حركة التوابع الغير منتظمة لكلّ من المشتري وزحل. إضافة إلى هذا، من الصّعب على هذه الفرضية تفسير نظائر الأوكسجين المتشابهة في كلا الأرض والقمر.

### نظرية التكتل
تعتبر هذه الفرضية أن الأرض والقمر وُلدا معاً كنظام مضاعف – ثنائي – من القرص الازديادي الأولي للنظام الشمسي. لكن مشكلة هذه الفرضية أنها لا تُفسر الزخم الزاوي لنظام الأرض-القمر ولا السبب وراء أن نسبة نواته الحديدية من حجمه صغيرة مقارنة بالأرض (25% من قطره مقارنة بـ50% من قطر الأرض).

### فرضية الاصطدام العملاق

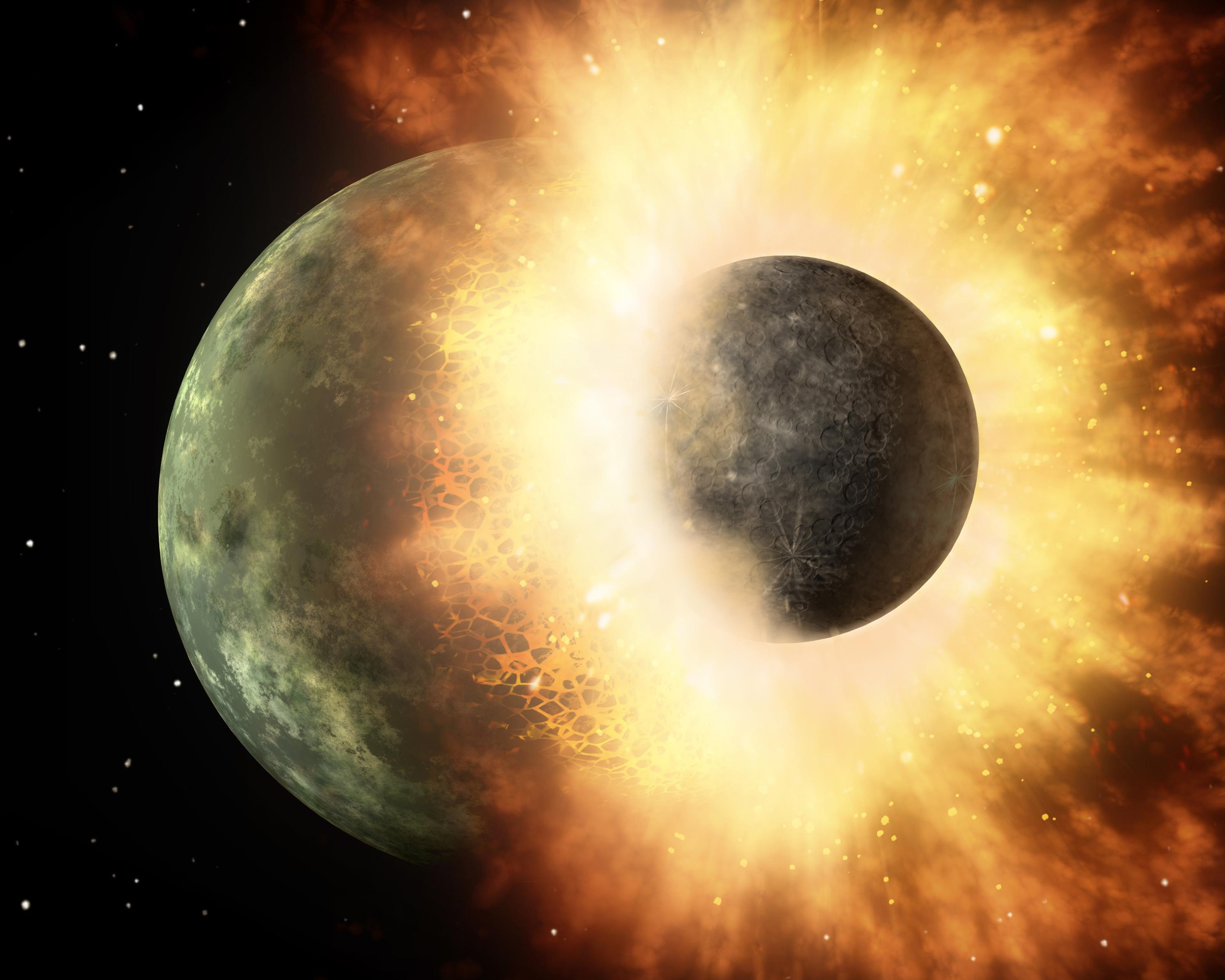
رسم تخيلي للاصطدام العملاق الذي يُعتقد أن القمر قد وُلد منه.

فرضيّة الاصطدام العملاق هي فرضيّة علمية مقبولة حول ولادة القمر، والذي يُعتقد أنه وُلد كنتيجة لاصطدام بين الأرض وجسم حديث العُمر كان بحجم المريخ، يُسمّى أحياناً بثيا نسبة إلى التايتانة الإغريقية الأسطورية التي كانت ابنة سيليني إلهة القمر. ومن الأدلة على هذه الفرضيّة أن بعض العيّنات التي جاءت من سطح القمر كانت منصهرة في بعض الأحيان، وأن القمر هو - ظاهرياً - عبارة عن نواة حديديّة صغيرة نسبياً، وأدلّة على حدوث اصطدامات مشابهة في أنظمة كوكبيّة أخرى (والتي تؤدّي إلى تكوّن أقراص حطام).
لكن تبقى هناك العديد من المشاكل بلا إجابات حول الفرضيّة. فنسب نظائر الأوكسجين القمريّة مطابقة جوهرياً للتي على الأرض، بدون دليل على تغيير فيها من آثار جسم شمسيّ آخر. أيضاً، العيّنات القمريّة لا تُشير إلى وجود نسب من عناصر متطايرة على القمر كما لا يُوجد دليل على أنه وُجد على الأرض يوماً محيط الصهارة الذي تتضمّنه الفرضيّة.

## التاريخ الجيولوجي
يُقسّم التاريخ الجيولوجي للقمر إلى ست حقب رئيسية، تسمى «المقياس الزمني الجيولوجي القمري». عندما وُلد القمر قبل 4.5 مليار سنة كان في حالة منصهرة ويَدور أقرب بكثير إلى الأرض. وقد شوّهت قوى المد والجزر الناتجة عن ذلك الجسم المنصهر محوّلة إيّاه إلى سطح ناقص، إضافة إلى توجيه محوره باتجاه الأرض.
كان الحدث الهام الأول في التطور الجيولوجي للقمر هو تبلور محيط الصهارة الذي كان يُغطي معظم أجزائه. ليس من المعروف لنا الآن كم كان عمقه بالتحديد، لكن العديد من الدراسات تُقدره بحوالي 500 كم أو أكثر. كانت أول المعادن التي تكونت في هذا المحيط هي الحديد وسيليكات أوليفين المغنيسيوم والبيروكسين. وبسبب أن هذه المعادن كانت أكثف من المعادن المنصهرة التي حولها، فقد غاصت داخل المحيط. وبعد أن تبلور 75% منه، تبلور الفلدسبار الأنورثوستي الأقل كثافة وعام، مشكلاً قشرة أنورثوستية يَبلغ سمكها حوالي 50 كم. تبلور معظم محيط الصهارة بسرعة (خلال 100 مليون سنة أو أقل)، بالرغم من أن الصهارة الغنيّة-بالكريب الأخيرة المتبقية - الغنيّة بشكل كبير بالعناصر المتنافرة والمولّدة للحرارة – بقيت منصهرة جزئياً للعديد من مئات ملايين (أو ربما مليار) السنين.